# Tito Statilio Tauro
Tito Statilio Tauro (in latino Titus Statilius Taurus; fl. I secolo a.C.) è stato un militare romano, che ottenne il consolato nel 37 a.C. come consul suffectus e poi come ordinarius nel 26 a.C.

## Biografia
Proveniente da una famiglia non nobile, fu uno dei migliori comandanti militari del suo tempo. Molto ricco, dispose una parte del personale patrimonio per la costruzione di una serie di opere pubbliche in Roma, fra cui si ricorda un anfiteatro in pietra, e nel Lazio. 
Esisteva, vicina alla Ficoncella, appunto, una cittadina denominata Aquae, che già all'epoca della partizione augustea aveva il diritto municipale ed alla quale forse si riferì Scribonio Largo nel Compositiones medicamentorum; il toponimo Aquae, dato in epoca imperiale ad oltre duecento centri prossimi a fenomeni di termalismo, secondo un'ipotesi prese il genitivo TAURINI per le opere realizzate dal console, ma nessuna fonte letteraria e nessun scavo archeologico ha mai suffragato tale supposizione.
Partecipò alle campagne militari di Ottaviano in Illirico (35-33 a.C.), portando a termine l'assedio di Setovia dei Dalmati.
Nel 16 a.C. ottenne la prefettura della città di Roma.